# Полякова Людмила Іванівна
Людмила Іванівна Полякова (нар. 9 березня 1948, Березине Тарутинського району Одеської області Української РСР — пом. 13 листопада 2012, Москва, Росія) — вчена- філолог, літературознавець, кандидат філологічних наук, фахівчиня з історії давньоруської літератури, літератури XVIII-ХІХ ст.

## Життєпис
Людмила Іванівна Полякова народилася 9 березня 1948 р в селищі Березине Тарутинського району Одеської області Української РСР. У 1970 році закінчила Дрогобицький державний педагогічний інститут імені Івана Франка. Кандидатську дисертацію «Повісті Івана Тургенєва 70-х років. Принципи створення характерів і жанрово-стилістичні особливості» захистила 15 червня 1979 року. (10.01.01. — російська література).
У 1970–1971 роках працювала вчителькою російської мови та літератури в школах Дрогобицького району та міста Дрогобич. З 1971 року — асистент кафедри російської і зарубіжної літератури Дрогобицького педагогічного інституту. Після закінчення в 1978 р. аспірантури при Інституті літератури імені Т. Г. Шевченка АН УРСР працювала старший викладачем кафедри російської мови для іноземних студентів Львівського медичного інституту. З 1980 р — доцент кафедри російської літератури Львівського університету. Під її керівництвом захищені дві кандидатські дисертації .
Сфера наукових інтересів: вивчення російської літератури XVIII-ХІХ ст. в історико-літературному, структурно-семантичному і інтертекстуальному аспектах, психологія процесів художньої творчості.
Людмила Полякова — авторка понад 50 наукових та науково-методичних публікацій з історії російської та української літератур, монографії «Повісті І. С. Тургенєва 1870-х років» (1983).
Померла Людмила Полякова 13 листопада 2012 року в Москві на 65-му році життя. Похована на Кунцевському кладовищі міста Москва (Росія).

## Список наукових робіт
- Функции эпитета в повести И. Тургенева «Вешние воды»// Вопросы русской литературы. — 1978. — № 2. — Вып. 2 (32). — С. 79—85.
- Повести И. С. Тургенева 70-х годов. Принципі создания харктеров и жанрово-стилевіе особенности. Автореферат дисс. … канд. філол.. наук. — Киев, 1979. — 24 с.
- Повести И. С. Тургенева 70-х годов. — Киев: Наукова думка, 1983. — 190с.
- 3. А. Орішин та його внесок у розвиток філологічної науки // Українська філологія: досягнення, перспективи. До 145-річчя заснування кафедри української філології у Львівському університеті. — Львів, 1984. — С.213-218.
- Тургеневские мотивы в ранних повестях А. Чехова // Сучасна філологічна наука в національному відродженні. Матеріали звітної наукової конференції викладачів, аспірантів, студентів, присвяченої пам'яті проф. Г. Комаринця. 5 травня 1982. — Львів, 1984.
- Музыкальные образы в творчестве И. С. Тургенева и О.Кобылянской // Радянське літературознавство. — 1985. — № 11. — С.30-36.
- И. Франко и И. Тургенев // Іван Франко і світова культура. Кн.2. — Львів,1986. — С.324-326.
- Методические указания и планы практических занятий по истории русской литературы XVIII в. (для студентов филологического факультета). — Львов, 1986. — 21 с.
- О. Кобилянська та І. Тургенєв // Творчість Ольги Кобилянської у контексті української та світової літератури (до 125-річчя з дня народження письменниці. — Чернівці: ЧДУ, 1988. — С.118-120.
- Із спостережень над специфікою пейзажу в прозі І. С. Нечуя-Левицького// Творча індивідуальність І. С. Нечуя-Левицького і літературний процес. — Черкаси, 1988. — С.35-36.
- Стаття-відгук на публікацію М. Т. Яценко з проблем вузівської та шкільної методики викладаня літератури // Радянське літературознавство. — 1988. — № 7.
- Из наблюдений над художественными особенностями повести Т. Шевченко «Несчастный» // Матеріали XXVI Шевченківської конференції. — Київ, 1989. — С.154-159.
- Автологическое слово в поэзии Пушкина // Теория и практика обучения славянским языкам. — Печ, 1994. — С. 465—473.
- Гоголь в восприятии Е. Маланюка // Гоголь и современность (к 185-летию со дня рождения). — Киев, 1994. — С. 145—149.
- Культурологические мотивы в повести И. Тургенева «Фауст» // Научные чтения, посвящённые 50-летию образования кафедры русского языка филологического факультета. — Львов, 1995. — С. 194—199.
- Гумилев и Блок. Два типа художественного сознания // Тези Міжнародної конференції «Творчість М. Гумільова в контексті культури срібного віку». — Дрогобич, 1996. — С.72-74.
- «Рыцарь бедный» в романе Ф. Достоевского «Идиот» // Мова. Культура взаєморозуміння. Матеріали міжнародної конференції. — Львів, 1997. — С.398-403.
- Методичні вказівки та плани занять з курсу «Вступ до літературознавства» (для студентів !-го курсу філологічного факультету зі спеціальності «російська мова та література»). — Львів, 1999. — 29 с.
- «Живое о живом» Марины Цветаевой // Творчість М. Цветаєвої в контексті культури срібного віку. — Дрогобич, 1998. — Т. II. — С.221-225.
- О художественной структуре неоконченного романа Н. Карамзина // Матеріали міжнародної конференції, присвяченої пам'яті профессора К. Трофимовича. — Львів, 1998. — С.221-226.
- Образы движения и пространства в поэзии А. Мицкевича // Адам Міцкевич і Україна: Матеріали міжнародної конференції, присвяченої 200-річчю від дня народження видатного польського поета. — Дрогобич, 1998. — С.35-40.
- Образ В. Маркевича в литературном и эпистолярном творчестве И. Тургенева // Материалы шестой международной междисциплинарной конференции по иудаике. — Москва, 1999. — С. 127—131.
- Проблема екзистенсу в новелі О. Кобилянської «Під голим небом» // Науковий вісник Чернівецького університету. — Вип. 58/59. — 1999. — С.58-59.
- А. Блок в художественном наследии З. Гиппиус // Творчість З. Гіппіус в контексті культури срібного віку. — Дрогобич, 1999. — С.112-120.
- «Qwadra e passa»: вираз Данте у вірші І. Франка // Українська філологія: школи, постаті, проблеми. — Львів, 1999. — С.347-352.
- Своеобразие авторской фразеологии романа М. Булгакова «Мастер и Маргарита» и её использование на страницах современной прессы // Национально-культурный компонент в тексте и языке. Материалы II Международной научной конференции. — Ч. II. — Минск, 1999. — С. 3—9.
- Конкурсні тестові завдання з російської мови та літератури. — Львів, 1999.
- Робочі програми спецкурсів та спецсемінарів (для студентів 2-5 курсів філологічного факультету, спеціальність «російська мова та література»). — Львів, 1999. — С.58-61, 45-49.
- Несколько версий одного сюжета // Вісник Львівського університету. Серія філологічна. Випуск 28. — Львів, 2000. — C.366-370.
- Образ В. Маркевича в литературном и эпистолярном творчестве И. Тургенева // Материалы шестой международной междисциплинарной конференции по иудаике. — Москва, 2000. — С. 126—132.
- Методичні вказівки та плани практичних занять з курсу «Історія російської літератури» (для студентів 2 курсу філологічного факультету, спеціальність «російська мова та література»). — Львів, 2001. — 24 с.
- К интерпретации стихотворения О. Мандельштама «Соломинка»// Збірник на пошану проф. Марка Гольберга. — Дрогобич, 2002. — С.196-202.
- «И жизнь, и слёзы, и любовь…» (сравнительный анализ стихотворений «К Софии» А. Дельвига и «К ***» А. С. Пушкина) // Видатні вчені Львівського університету XX століття. Євген Володимирович Кротевич. — Львів, 2002. — С.473-485.
- В. Набоков — истолкователь Н. Гоголя // Stydia methodologia. — Тернопіль, 2002. — № 5. — С.13-18.
- Жизнь писателя как текст // Питання літературознавства. Чернівці, 2003. — Вип. 9 (66). — С.201-203.
- Из наблюдений ёнад поэтикой очерка В. И. Даля «Денщик» //Володимир Даль і сучасна філологія: Науковий збірник. — Львів: Вид-во ЛНУ імені Івана Франка, 2003. — С.77-87.
- Семантика сна в повести А. С. Пушкина «Пиковая дама» // На обширах культури і духовності. Зб. на пошану проф. Людмили Краснової (Козловської). — Дрогобич: КОЛО, 2004. — С.356-367.